# 제10회 광화문국제단편영화제
제10회 광화문국제단편영화제는 2012년 11월 1일에 열린 시상식이다.

## 수상 및 후보

### 대상
- 오목어 - 김진만 수상

### 최우수 해외작품상
- 콜로나 - 유칸 히사이 수상

### 최우수 국내작품상
- 시바타 와 나가오 - 양익준 수상

### 심사위원 특별상
- 키스&킬 - 알랭 로스 수상

### 아시프 관객심사단상
- 연애놀이 - 정유미 수상

### 단편의 얼굴상
- 어깨나사 - 이현욱 수상

### 아시프 펀드상
- 향 - 김유신 수상

### 신영균예술문화상
- 첫눈에 반한 사랑 - 마크 플레인 수상

### 신영균예술문화상 특별상
- 맥주사탕 - 정희영 수상

### 트래블링 쇼츠 인 코리아 최우수 작품상
- 할망바다 - 강희진 수상
- 사랑의 미래 - 오성호
- 사라진 시간 - 김재민
- 핫썸머 바캉스 - 오창민
- 오징어, 땅콩 - 김원모

### 트래블링 쇼츠 인 코리아 시네마제닉상
- 사랑의 미래 - 오성호 수상

### 호텔패스상
- 어깨나사 - 김정한 수상

### 국제경쟁부문
- 스위티 파이 - 사이 쿵 캄
- 안락 - 피에르 뒤코스 외 1명
- 콜로나 - 유칸 히사이
- 게임 - 살레 나스
- 컬러 - 린지 밀러
- 케인 - 정시영
- 베이지 - 실비 홀바움
- 캐롤라인 - 대니 아벨
- 루미나리 - 후안 파블로 자라멜라
- 첫 눈에 반한 사랑 - 마크 플레인
- L - 타이스 후지나가
- 수평선 - 폴 네고에스쿠
- 소녀이야기 - 김준기
- 달콤씁쓸한 인생 - 권순중
- 러너 - 파커 엘러만
- 레드 레터 - 톰 마샬
- 어깨나사 - 김정한
- 나의 양말 - 가토 이쿠오
- 퓨쳐 - 베니샤 테일러
- 패밀리 디너 - 스테판 콘스탄티네스쿠
- 추격 - 아드리안 록만
- 맥주사탕 - 정희영
- 아빤 절대 안 가르쳐줘요 - 버레이 스미스
- 타토 - 테보호 에드킨스
- 착취 - 친 탕사쿨사타포른
- 구두장이 - 다비드 도텔 외 1명
- 되돌아 흐르는 강 - 조 밴하우테헴
- 한 번 더 - 히라야나기 아츠코
- 베이비 러브 - 테렌스 화이트
- 구해줘 - 이찬호
- 저 너머 - 켄 살렘
- 연애놀이 - 정유미
- 키스&킬 - 알랭 로스
- 우리 할머니 - 지 잉 옹
- 아침식사 - 파블로 밀란
- 시바타 와 나가오 - 양익준
- 루시와 목소리의 대결 - 모니카 에레라
- 누가 오래 버티나 - 그레고리오 무로
- 퍼펙트 픽처 - 윈스튼 티투스 타오
- 최후의 크리스마스 - 제프 레드냅
- 위대한 몬텔레오네 - 주앙 레이탕
- 드라이브 - 톰 젠킨스
- 픽셀 - 로맹 그라프
- 오 윌리... - 마크 제임스 로엘스
- 그들이 잠자는 동안 - 마리암 투자니
- 사과 - 진선희
- 나의 친구들 - 웨이-치 린
- 퍼스트 컷 - 탈루라 헤이제캠프 슈바프
- 사랑 지우기 - 알레시아 스카르소
- 오목어 - 김진만
- 리틀 팀 - 로저 고메즈 외 1명
- 여우들 - 로칸 피네건
- 공중캠프 - 하지혜
- 보이 - 저스틴 채드윅
- 더 나은 선택 - 제니퍼 팡

### 특별프로그램
- 뷰티풀 2012 - 김태용
- 편지 - 미셸 공드리
- 쓸모없는 것들 - 장 피에르 주네
- 야상곡 - 라스 폰 트리에
- 전자 미로 THX 1138 4EB - 조지 루카스
- 스티브 - 루퍼트 프렌드
- 힐링 - 치앙시우청
- 애니멀 러브 - 몰리 존스
- 절친 - 닐 라부티
- 빵가게 재습격 - 카를로스 쿠아론
- 친구 요청 중 - 크리스 포긴
- 신랑의 어머니 - 키시모토 츠카사
- 동쪽으로, 서쪽으로 - 요네쇼 마야
- 마법의 온천 - 요시키 후쿠시마
- 봄나무꾼 - 이시자카 아쓰시
- 에라얏챠 요이 - 우나카미 미사코

### 사전제작지원작
- 매직 지퍼 - 임선아
- 위아더힙합보이즈! - 이용진